# ATP Bologna Outdoor 1988
L'ATP Bologna Outdoor 1988 è stato un torneo di tennis giocato sulla terra rossa. È stata la 4ª edizione dell'ATP Bologna Outdoor, che fa parte del Nabisco Grand Prix 1988. Si è giocato a Bologna in Italia, dal 6 al 12 giugno 1988.

## Campioni

### Singolare
Alberto Mancini ha battuto in finale  Emilio Sánchez con il punteggio di 7–5, 7–6

### Doppio
Emilio Sánchez /  Javier Sánchez hanno battuto in finale  Rolf Hertzog /  Marc Walder con il punteggio di 6–1, 7–6